# Hrvatska policija
Hrvatska policija javna je policijska služba hrvatskog Ministarstva unutarnjih poslova koja obavlja zakonom propisane policijske poslove.

## Organizacija
U Republici Hrvatskoj policija je u nadležnisti Ministarstva unutarnjih poslova unutar kojeg je organizovana Uprava policije na čelu s upravnik (direktor) policije (hrv: ravnatelj policije). Osim toga, radi obavljanja policijskih poslova organizuju se policijske uprave, a za direktno obavljanje policijskih poslova u policijskoj upravi osnivaju se policijske stanice.

### Ministarstvo unutarnjih poslova
Ministarstvo unutarnjih poslova radi stvaranja uslova rada u oblasti policije ima sledeća prava i dužnosti:
1. utvrđuje kadrovske i obrazovne potrebe,
2. donosi razvojne, organizacijske i druge temeljne smernice za rad,
3. donosi planove o korištenju materijalno-financijskih sredstava,
4. donosi i provodi planove o izgradnji i korištenju informacijskog sastava,
5. donosi i provodi planove o izgradnji i korištenju radiokomunikacijskog i telekomunikacijskog sastava,
6. donosi i provodi planove o izgradnji i korištenju sigurnosno-zaštićenog kriptološkog sastava,
7. utvrđuje potrebe i nabavlja tehnička sredstva,
8. organizira međunarodnu saradnju,
9. obavlja utvrđene poslove u vezi s Visokom policijskom školom,
10. organizuje i sprovodi unutarnji nadzor,
11. obavlja druge poslove određene zakonom.

Ministarstvom upravlja ministar.

### Policijske uprave
Policijska uprava na području za koje je osnovana:
- prati i analizira stanje sigurnosti i pojave koje pogoduju nastanku i razvitku kriminaliteta,
- organizuje, usklađuje, usmerava i nadzire rad policijskih stanice,
- direktno sudeluje u obavljanju složenijih poslova iz delokruga rada policijske stanice,
- obavlja i sprovodi utvrđene mere u graničnoj kontroli i osiguranju državne granice,
- preduzima mere radi zaštite određenih osoba i objekata,
- obavlja druge poslove utvrđene posebnim propisima.

Policijskom upravom upravlja načelnik policijske uprave.
Teritorijalno su organizovane prema županijskoj strukturi.

### Policijske stanice
Za direktno obavljanje policijskih i drugih poslova u policijskoj upravi osniva se policijska stanica (hrv. policijska postaja).

### Zvanja i funkcionalne oznake radnih mesta

#### Osnovna policija
Zvanja pripadnika osnovne policije (hrv. temeljna policija):
| Polaznik sredje škole - kursa za policajca | Polaznik sredje škole - kursa za policajca | Polaznik sredje škole - kursa za policajca | Polaznik sredje škole - kursa za policajca | Polaznik sredje škole - kursa za policajca | Polaznik sredje škole - kursa za policajca | Polaznik sredje škole - kursa za policajca | Polaznik sredje škole - kursa za policajca | Polaznik sredje škole - kursa za policajca | Polaznik sredje škole - kursa za policajca | Polaznik sredje škole - kursa za policajca | Vežbenik SSS              | Vežbenik SSS              | Vežbenik SSS              | Vežbenik SSS              | Vežbenik SSS              | Vežbenik SSS              | Vežbenik SSS              | Vežbenik SSS              | Vežbenik SSS              | Vežbenik SSS                    | Vežbenik SSS                    | Vežbenik sa završenim preddiplomskim univerzitetskim ili stručnim studijem u trajanju od najmanje tri godine | Vežbenik sa završenim preddiplomskim univerzitetskim ili stručnim studijem u trajanju od najmanje tri godine | Vežbenik sa završenim preddiplomskim univerzitetskim ili stručnim studijem u trajanju od najmanje tri godine | Vežbenik sa završenim preddiplomskim univerzitetskim ili stručnim studijem u trajanju od najmanje tri godine | Vežbenik sa završenim preddiplomskim univerzitetskim ili stručnim studijem u trajanju od najmanje tri godine | Vežbenik sa završenim preddiplomskim univerzitetskim ili stručnim studijem u trajanju od najmanje tri godine | Vežbenik sa završenim preddiplomskim univerzitetskim ili stručnim studijem u trajanju od najmanje tri godine | Vežbenik sa završenim preddiplomskim univerzitetskim ili stručnim studijem u trajanju od najmanje tri godine | Vežbenik sa završenim preddiplomskim univerzitetskim ili stručnim studijem u trajanju od najmanje tri godine | Vežbenik sa završenim preddiplomskim univerzitetskim ili stručnim studijem u trajanju od najmanje tri godine | Vežbenik sa završenim preddiplomskim univerzitetskim ili stručnim studijem u trajanju od najmanje tri godine | Vežbenik sa završenim preddiplomskim i diplomskim studijem ili integrisanim univerzitetskim studijama ili sprecijalističkim diplomskim studijama | Vežbenik sa završenim preddiplomskim i diplomskim studijem ili integrisanim univerzitetskim studijama ili sprecijalističkim diplomskim studijama | Vežbenik sa završenim preddiplomskim i diplomskim studijem ili integrisanim univerzitetskim studijama ili sprecijalističkim diplomskim studijama | Vežbenik sa završenim preddiplomskim i diplomskim studijem ili integrisanim univerzitetskim studijama ili sprecijalističkim diplomskim studijama | Vežbenik sa završenim preddiplomskim i diplomskim studijem ili integrisanim univerzitetskim studijama ili sprecijalističkim diplomskim studijama | Vežbenik sa završenim preddiplomskim i diplomskim studijem ili integrisanim univerzitetskim studijama ili sprecijalističkim diplomskim studijama | Vežbenik sa završenim preddiplomskim i diplomskim studijem ili integrisanim univerzitetskim studijama ili sprecijalističkim diplomskim studijama | Vežbenik sa završenim preddiplomskim i diplomskim studijem ili integrisanim univerzitetskim studijama ili sprecijalističkim diplomskim studijama | Vežbenik sa završenim preddiplomskim i diplomskim studijem ili integrisanim univerzitetskim studijama ili sprecijalističkim diplomskim studijama | Vežbenik sa završenim preddiplomskim i diplomskim studijem ili integrisanim univerzitetskim studijama ili sprecijalističkim diplomskim studijama | Vežbenik sa završenim preddiplomskim i diplomskim studijem ili integrisanim univerzitetskim studijama ili sprecijalističkim diplomskim studijama | Policajac           | Policajac           | Policajac           | Policajac           | Policajac           | Policajac           | Policajac                  | Policajac                  | Policajac                  | Policajac                  | Policajac                  | Viši policajac             | Viši policajac             | Viši policajac             | Viši policajac             | Viši policajac             | Viši policajac                      | Viši policajac                      | Viši policajac                      | Viši policajac                      | Viši policajac                      | Viši policajac                      | Samostalni policajac                | Samostalni policajac                | Samostalni policajac                | Samostalni policajac                | Samostalni policajac       | Samostalni policajac       | Samostalni policajac       | Samostalni policajac       | Samostalni policajac       | Samostalni policajac       | Samostalni policajac       | Policijski narednik        | Policijski narednik        | Policijski narednik        | Policijski narednik | Policijski narednik | Policijski narednik | Policijski narednik | Policijski narednik | Policijski narednik | Policijski narednik | Policijski narednik | Viši policijski narednik | Viši policijski narednik | Viši policijski narednik   | Viši policijski narednik   | Viši policijski narednik   | Viši policijski narednik   | Viši policijski narednik   | Viši policijski narednik   | Viši policijski narednik   | Viši policijski narednik   | Viši policijski narednik   | Samostalni policijski narednik | Samostalni policijski narednik | Samostalni policijski narednik | Samostalni policijski narednik | Samostalni policijski narednik | Samostalni policijski narednik | Samostalni policijski narednik | Samostalni policijski narednik | Samostalni policijski narednik | Samostalni policijski narednik | Samostalni policijski narednik |
|                                            |                                            |                                            |                                            |                                            |                                            |                                            |                                            |                                            |                                            |                                            |                           |                           |                           |                           |                           |                           |                           |                           |                           |                                 |                                 | | | | | | | | | | | | | | | | | | | | | | |                     |                     |                     |                     |                     |                     |                            |                            |                            |                            |                            |                            |                            |                            |                            |                            |                                     |                                     |                                     |                                     |                                     |                                     |                                     |                                     |                                     |                                     |                            |                            |                            |                            |                            |                            |                            |                            |                            |                            |                     |                     |                     |                     |                     |                     |                     |                     |                          |                          |                            |                            |                            |                            |                            |                            |                            |                            |                            |                                |                                |                                |                                |                                |                                |                                |                                |                                |                                |                                |
| Policijski inspektor                       | Policijski inspektor                       | Policijski inspektor                       | Policijski inspektor                       | Policijski inspektor                       | Policijski inspektor                       | Policijski inspektor                       | Policijski inspektor                       | Policijski inspektor                       | Policijski inspektor                       | Viši policijski inspektor                  | Viši policijski inspektor | Viši policijski inspektor | Viši policijski inspektor | Viši policijski inspektor | Viši policijski inspektor | Viši policijski inspektor | Viši policijski inspektor | Viši policijski inspektor | Viši policijski inspektor | Samostalni policijski inspektor | Samostalni policijski inspektor | Samostalni policijski inspektor                                                                              | Samostalni policijski inspektor                                                                              | Samostalni policijski inspektor                                                                              | Samostalni policijski inspektor                                                                              | Samostalni policijski inspektor                                                                              | Samostalni policijski inspektor                                                                              | Samostalni policijski inspektor                                                                              | Samostalni policijski inspektor                                                                              | Glavni policijski inspektor                                                                                  | Glavni policijski inspektor                                                                                  | Glavni policijski inspektor                                                                                  | Glavni policijski inspektor | Glavni policijski inspektor | Glavni policijski inspektor | Glavni policijski inspektor | Glavni policijski inspektor | Glavni policijski inspektor | Glavni policijski inspektor | Policijski savetnik | Policijski savetnik | Policijski savetnik | Policijski savetnik | Policijski savetnik | Policijski savetnik | Policijski savetnik | Policijski savetnik | Policijski savetnik | Policijski savetnik | Glavni policijski savetnik | Glavni policijski savetnik | Glavni policijski savetnik | Glavni policijski savetnik | Glavni policijski savetnik | Glavni policijski savetnik | Glavni policijski savetnik | Glavni policijski savetnik | Glavni policijski savetnik | Glavni policijski savetnik | Pomoćnik glavnog upravnika policije | Pomoćnik glavnog upravnika policije | Pomoćnik glavnog upravnika policije | Pomoćnik glavnog upravnika policije | Pomoćnik glavnog upravnika policije | Pomoćnik glavnog upravnika policije | Pomoćnik glavnog upravnika policije | Pomoćnik glavnog upravnika policije | Pomoćnik glavnog upravnika policije | Pomoćnik glavnog upravnika policije | Načelnik policijske uprave | Načelnik policijske uprave | Načelnik policijske uprave | Načelnik policijske uprave | Načelnik policijske uprave | Načelnik policijske uprave | Načelnik policijske uprave | Načelnik policijske uprave | Načelnik policijske uprave | Načelnik policijske uprave | Policijski kapelan  | Policijski kapelan  | Policijski kapelan  | Policijski kapelan  | Policijski kapelan  | Policijski kapelan  | Policijski kapelan  | Policijski kapelan  | Policijski kapelan       | Policijski kapelan       | Zamenik upravnika policije | Zamenik upravnika policije | Zamenik upravnika policije | Zamenik upravnika policije | Zamenik upravnika policije | Zamenik upravnika policije | Zamenik upravnika policije | Zamenik upravnika policije | Zamenik upravnika policije | Zamenik upravnika policije     | Upravnik policije              | Upravnik policije              | Upravnik policije              | Upravnik policije              | Upravnik policije              | Upravnik policije              | Upravnik policije              | Upravnik policije              | Upravnik policije              | Upravnik policije              |
|                                            |                                            |                                            |                                            |                                            |                                            |                                            |                                            |                                            |                                            |                                            |                           |                           |                           |                           |                           |                           |                           |                           |                           |                                 |                                 | | | | | | | | | | | | | | | | | | | | | | |                     |                     |                     |                     |                     |                     |                            |                            |                            |                            |                            |                            |                            |                            |                            |                            |                                     |                                     |                                     |                                     |                                     |                                     |                                     |                                     |                                     |                                     |                            |                            |                            |                            |                            |                            |                            |                            |                            |                            |                     |                     |                     |                     |                     |                     |                     |                     |                          |                          |                            |                            |                            |                            |                            |                            |                            |                            |                            |                                |                                |                                |                                |                                |                                |                                |                                |                                |                                |                                |

#### Interventna policija
| Policajac u interventnoj policiji | Vođa grupe u interventnoj policiji | Zapovednik odeljenja u interventnoj policiji | Policijski službenik u jedinici interventne policije | Pomoćnik zapovednika satnije interventne policije - instruktor u jedinici interventne policije - zapovjednik voda u interventnoj policiji | Zapovednik satnije interventne policije | Zamjenik zapovednika – pomoćnik zapovjednika | Zapovednik jedinice interventne policije | Policijski službenik – instruktor u zapovjedništvu interventne policije | Pomoćnik zapovednika interventne policije | Zapovednik interventne policije |
|                                   |                                    |                                              |                                                      | |                                         |                                              |                                          |                                                                         |                                           |                                 |

#### Specijalna policija
| Policajac specijalac - manipulant gorivom - vodič službenog psa | Vođa specijalističke grupe - zrakoplovni tehničar | Instruktor specijalističke obuke – zapovednik voda - pilot helikoptera 2. kat. - inženjer rotirajućih delova - instruktor održavanja aviona | Policijski pregovarač - policijski savetnik - pilot helikoptera 1. kat - voditelj programa sigurnosti letenja i operacija na zemlji - voditelj programa sistema kakvoće | Pomoćnik zapovjednika ATJ Lučko - pomoćnik zapovjednika SJP Split - pomoćnik zapovjednika SJP Rijeka - pomoćnik zapovjednika SJP Osijek - pomoćnik zapovednika Vazdušne jedinice - pomoćnik zapovednika Ronilačkog centra | Zapovednik ATJ Lučko - zapovednik SJP Split - zapovednik SJP Rijeka - zapovednik SJP Osijek - zapovednik Vazdušne jedinice - zapovednik Ronilačkog centra | Voditelj pregovarača specijalne policije - voditelj savetnika za krizne situacije - voditelj-viši instruktor u zapovedništvu specijalne jedinice - voditelj za zakonitost i metodologiju postupanja | Pomoćnik zapovednika specijalne policije | Zapovednik specijalne policije |
|                                                                 |                                                   | | | | | |                                          |                                |

## Zakoni i drugi propisi
- Zakon o policiji Архивирано на веб-сајту  (26. јун 2007)
- Kodeks policije
- Zakon o policijskim poslovima i ovlastima

## Zaštitnik i Dan policije
Zaštitnik Hrvatske policije je Sveti Mihovil. Na dan Svetog Mihovila 29. septembra obeležava se i Dan policije.

## Spoljašnje veze
- Ravnateljstvo policije